# Plebiscito de Cerro Chato de 1927

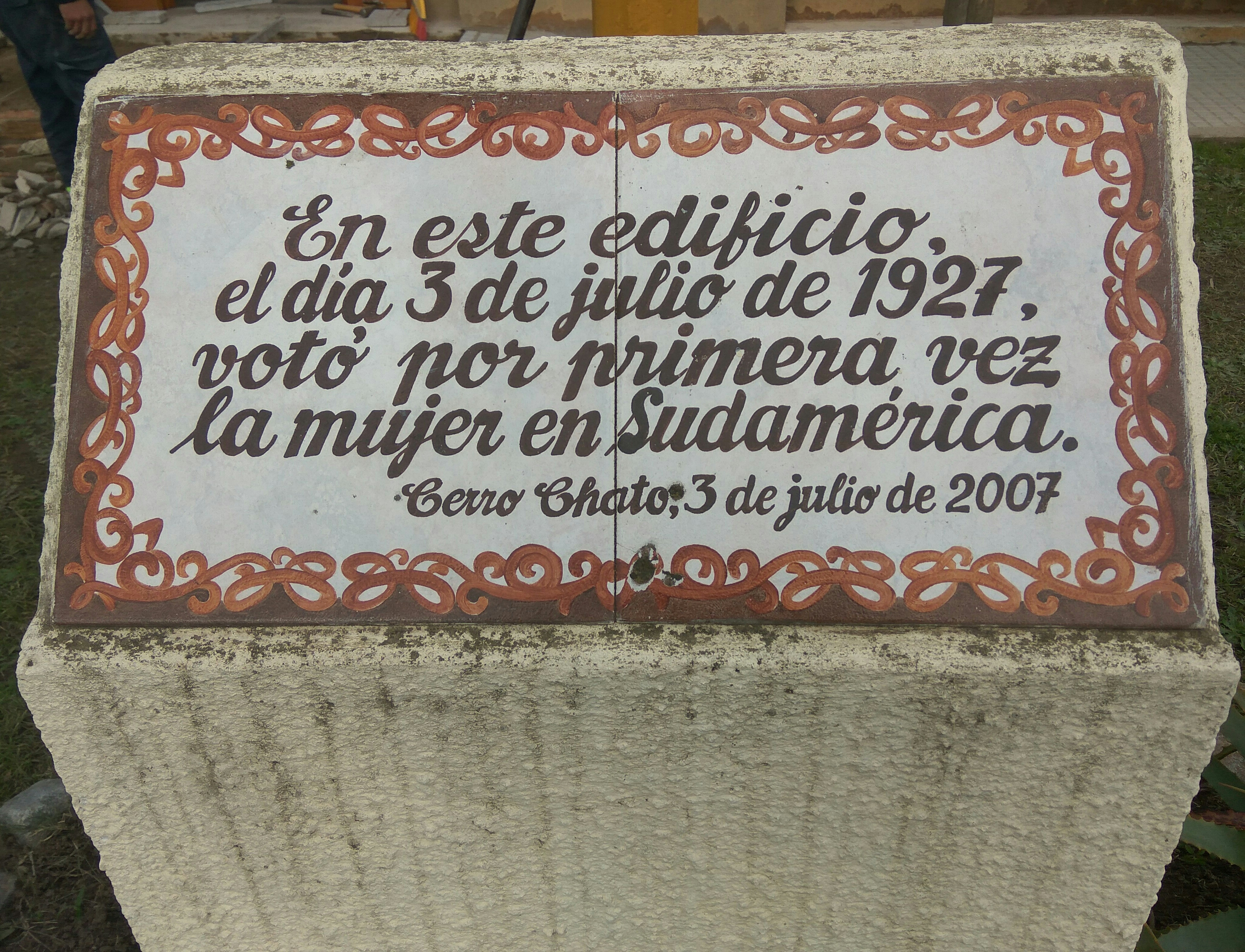
Placa conmemorativa en el edificio donde votó por primera vez una mujer en Sudamérica.

El Plebiscito de Cerro Chato de 1927 fue un referendo realizado el 3 de julio de 1927 en la localidad de Cerro Chato, en Uruguay, que más allá de la finalidad por la que fue realizado —decidir la jurisdicción del pueblo, que se la disputaban tres departamentos— singularizó al Uruguay en América Latina ya que fue la primera vez que la mujer ejerció el derecho de voto.

## Contexto
Cerro Chato es un centro poblado de Uruguay que debido a su ubicación geográfica se encuentra dividido entre tres departamentos distintos, en la 8° sección del departamento de Durazno, 4° sección de Florida y la 6° sección de Treinta y Tres, ubicado sobre la ruta n.° 7 y en el kilómetro 280 de la vía férrea Montevideo – Melo, más precisamente a los 33°06’ latitud S, y a los 55°06’ longitud O.

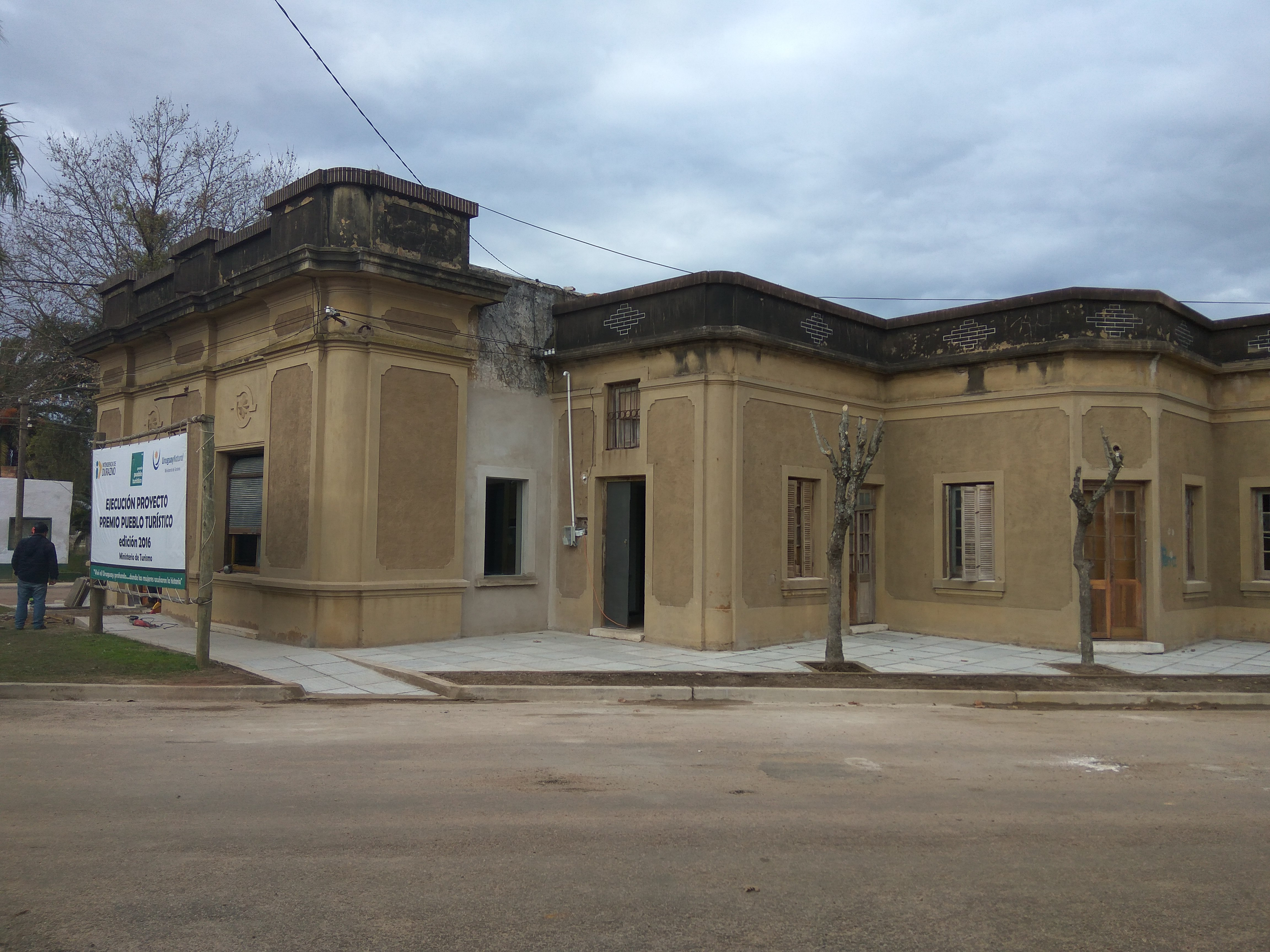
Edificio en Cerro Chato donde votó por primera vez una mujer en Sudamérica.

Según el censo del año 2000, Cerro Chato cuenta con 3.144 habitantes. Repartidos de la siguiente forma: el Treinta y Tres con unos 1.557 habitantes (49,5% de la población), el Durazno con unos 1.053 habitantes (33,5% de la población) y, el Florida con 534 habitantes (17% de la población).
Esta particular situación hace que los servicios se repitan entre tres gobiernos subnacionales distintos, funcionan tres seccionales policiales, tres juzgados y tres juntas locales, cada una con competencia sobre el área que le corresponde al pueblo, siendo común el planteo de algunos inconvenientes.

## Plebiscito
En 1927 culminaron extensas gestiones de una activa Comisión Vecinal, que propugnaba por la integración del territorio de Florida y Treinta y Tres para Durazno.
La Corte Electoral dictó un decreto con fecha 31 de mayo de 1927, donde se autorizaba la realización del plebiscito, señalando en su artículo 10: “Las personas sin distinción de nacionalidad y sexo que deseen intervenir en el plebiscito deberán inscribirse previamente en el Registro que abrirá la Comisión Especial Parlamentaria” señalaba luego que “el período inscripcional comenzará el 5 de junio próximo y durará hasta el 28 del mismo mes”.
Luego de expresar una serie de normas a las cuales deberían ajustarse los votantes, se expresaba: “Los Consejos departamentales de Durazno, Florida y Treinta y Tres, podrán intervenir por medio de igual número de delegados, en el contralor de todos los actos plebiscitarios”
La votación se cumplió el domingo 3 de julio de 1927, mediante voto secreto observando todas las formalidades que al respecto establecía la Ley de Elecciones, incluyendo el voto femenino, cosa que ocurría por vez primera en Sudamérica. Un trabajo realizado por el Centro de Estudios Históricos de Cerro Chato señala que la primera mujer en reivindicar su derecho a ejercer la ciudadanía no fue uruguaya, sino de origen brasileño, una inmigrante afrodescendiente de 90 años de edad, llamada Rita Ribeira.

### Consecuencias sociales
El plebiscito se realizó con total orden, salvo por un manifiesto que dio a conocer una Comisión de Vecinos de Treinta y Tres, en su mayoría integrada por damas, lideradas por Bernardina Muñoz.
La proclama expresaba: “Nosotros tenemos un arma notable: La abstención. Hemos de esgrimirla cerrochatenses para cruzar el paso a las burlonas turbas de reclutados que quedarán absortas en su deleznable posición mercenaria”. Luego decía: “…por el derecho de Treinta y Tres que flamea airosamente en todo el progreso de Cerro Chato; por el afecto a nuestra causa que es tan respetable como el mismo honor; por el decoro de nuestra democracia que aborrece las mascaradas electorales: Absteneos”
En cambio, la Comisión de Mujeres de Durazno que realizó una fervorosa campaña electoral a favor de la unificación de todo el territorio para el citado departamento, estaba liderada por Modesta Fuentes de Soubiron, conocida por mantener una áspera polémica con el diario El País de Montevideo, a raíz de una publicación donde se ponía en tela de juicio la capacidad ciudadana de las mujeres y en especial de las de Cerro Chato.
En ese marco, en la localidad se vivió un clima de elección nacional más que de plebiscitaria, motivando una dinámica distinta en el pueblo. Cerrado el horario de votación se cumplió con el escrutinio.

### Resultado
Un oficio con fecha 4 de julio de 1927 que remitiera el Comité Pro Anexión de Cerro Chato a Durazno con la firma del Presidente del mismo, Luis Soubiron, y del secretario Ramón Díaz; comunicaba al entonces Presidente del Consejo de Administración de Durazno Alcides Aldama, los resultados del recuento de votos, señalándose que: “…en el acto plebiscitario realizado ayer en esta localidad, la causa de Durazno tuvo un triunfo resonante, habiendo arrojado el escrutinio los siguientes resultados: Durazno 354 votos; Florida 2 y un voto anulado por haberse hallado en el sobre tres listas distintas. El porcentaje de votos emitidos en relación al total de inscriptos asciende al 94% y el porcentaje alcanzado en la inscripción, con relación al número de habilitados para inscribirse dentro de la zona plebiscitaria, alcanzó el 75%, porcentaje que también es superior a todo cálculo optimista, máxime teniendo en cuenta que el Comité de Treinta y Tres, proclamó la no inscripción, repartiendo un manifiesto de los que acompaño un ejemplar”
Sin embargo, los resultados del plebiscito nunca fueron tomados en consideración por las autoridades de la época, y la iniciativa de anexión se perdió en el tiempo manteniéndose hoy la misma situación que en 1927, salvo que en los pobladores se aprecia un sentido de pertenencia comarcana, producto de los lazos que los vinculan a los tres departamentos.